# Månmjölk

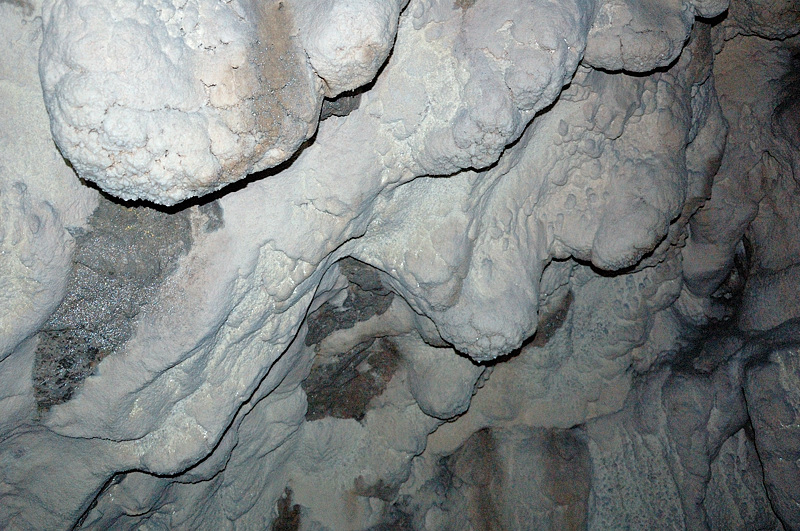
Månmjölk i Bergmilchkammer-grottan i Dürre Wand.

Månmjölk (ibland kallat Mondmilch, tyska för månmjölk, även grottmjölk) är en vit krämig substans som hittas i grottor. Den liknar andra avlagringar men skiljer sig i det att den inte hårdnar till sten. Den är ett precipitat från kalksten som består av aggregat av fina kristaller av varierande sammansättning, vanligtvis karbonater, t.ex. kalkspat, hydromagnesit och  monohydrokalcit.
Det finns olika hypoteser om månmjölkens ursprung. Några forskare tror att den uppstår genom bakteriell verkan snarare än en oorganisk kemisk process. Enligt denna hypotes alstras månmjölken av bakterien Macromonas bipunctata. Vissa bakteriella processer är kända för att de bryter ner sten till ett mjölkliknande slam. Dock har inga mikrobiologiska studier utförts hittills.
Månmjölken troddes ursprungligen (av Conrad Gesner, 1555) vara skapad av "månstrålar".
Det är möjligt att månmjölk bildas genom utgjutningar av genomsipprande vatten som löser up och mjuknar karbonatväggarna i karstiska grottor och bär med sig näringsämnen som används av epilitiska mikrober, som t.ex. aktinobakterier. När mikrobkolonierna växer, ansamlar de kemiskt utfällda kristaller i en matris av organisk materia. Det är möjligt att dess heterotrofa mikrober, som producerar CO2 som en avfallsprodukt från respiration och eventuellt organiska syror, hjälper till att lösa upp karbonater. Mer forskning krävs för att styrka dessa hypoteser.
I mars 2004 rapporterade ett lag speleologer upptäckten av en 150 meter lång flod av månmjölk i en grotta i berget Hernio, i Guipúzcoa-provinsen i Spanien. Dess exakta läge har hållits hemligt för att förekomma vandalism. Denna flod blidas av en tjock mjölkliknande vätska bestående av kalcit, kvarts och brushit.
Månmjölk användes som läkemedel, särskilt av Gesner i mitten av 1500-talet, fram till 1800-talet. Det botade kalkbrist och antagligen halsbränna, genom neutralisering av magsyra. Inga biverkningar är kända.